# ТЕС Дістомо
38°21′30.6″ пн. ш. 22°41′21.8″ сх. д. / 38.358500° пн. ш. 22.689389° сх. д.
ТЕС Дістомо – теплова електростанція у Греції, споруджена на основі використання технології комбінованого парогазового циклу. Розташована в центральній частині країни у периферії (адміністративній області) Центральна Греція, на північному узбережжі Коринфської затоки.
ТЕС стала другим (після станції в Салоніки) великим теплоенергетичним проектом у Греції, який реалізував приватний капітал. На замовлення компанії Protergia (створена для управління енергетичними проектами Mytilineos Group) тут звели два енергоблоки, введені в експлуатацію у 2007 та 2011 роках. 
Перший із потужністю 316 МВт обладнаний турбінами компанії General Electric: двома газовими 9001E по 105 МВт та паровою 106 МВт. Крім того, він здатен постачати теплову енергію в обсязі до 252 МВт алюмінієвому комбінату, на промисловій площадці якого і створена ТЕС.
На другому блоці так само встановили обладнання General Electric: одну газову турбіну 9001FB потужністю 285 МВт та парову турбіну потужністю 145 МВт.
Для охолодження використовується морська вода із Коринфської затоки.